# Societat Mineralògica d'Amèrica
La Societat Mineralògica d'Amèrica (en anglès, Mineralogical Society of America), és una organització científica fundada l'any 1919. Impulsa la recerca sobre els materials naturals, recolza l'ensenyament de conceptes i procediments mineralògics als estudiants de mineralogia i de ciències i arts relacionades, i intenta augmentar el coneixement científica de la societat respecte a qüestions relacionades amb la mineralogia. La Societat fomenta la conservació general de les col·leccions minerals, mostres, localitats minerals, minerals tipus i dades científiques. Es va constituir en Societat l'any 1937 i es va aprovar com una organització sense ànim de lucre l'any 1959.
S'encarrega de diferents publicacions com ara Reviews in Mineralogy o Elements: An International Magazine of Mineralogy, entre les quals destaca American Mineralogist, el diari imprès de la Societat, publicat de forma continuada des de 1916. Publica els resultats de la investigació científica original en els àmbits de la mineralogia, la cristal·lografia, la geoquímica i la petrologia amb l'objectiu de proporcionar als lectors la millor recerca en ciències de la terra.